# Rome (Maine)
Rome è un comune (town) degli Stati Uniti d'America della contea di Kennebec nello Stato del Maine. La popolazione era di 1,010 persone al censimento del 2010.

## Geografia fisica
Secondo lo United States Census Bureau, ha un'area totale di 82,15 km² di cui 65.81 di terra e 16.34 di acqua.

## Storia
In origine parte della piantagione di West Pond, la città di Rome fu colonizzata circa intorno al 1780 da Richard Furbush proveniente dalla città di Lebanon. La città fu incorporata il 7 marzo 1804, e prese il nome dalla città di Roma (Rome in inglese) in Italia. Gli agricoltori trovarono un terreno malconcio e irregolare, ma le colline e le valli offrivano in molte parti eccellenti pascoli. Nel 1839, quando la popolazione era di 1 074 abitanti, veniva descritta come "una bellissima città agricola" con "un villaggio piacevole e fiorente". Nel 1837, il grano raccolto era pari a 4 117 bushel.
Gli stagni abbondavano di trote, persici e lucci nordamericani. Nel 1859, la città di Rome possedeva una segheria, un mulino per la macinazione dei cereali, e un mulino a tetto in scandole, anche se l'agricoltura rimaneva l'occupazione principale. Nel 1870, quando la popolazione era di 725 abitanti, la città possedeva due uffici postali: Rome e Belgrade Mills.
Il 4 aprile 2013, un uomo di 47 anni, chiamato Christopher Knight, fu arrestato con l'accusa di aver rubato spesso il cibo e altri generi di prima necessità nelle case vicine al suo accampamento. Ha vissuto come eremita e vagabondo e rubava nelle foreste nei pressi di Rome per 27 anni senza aver alcun contatto umano.

## Società

### Evoluzione demografica
Secondo il censimento del 2010, c'erano 1,010 persone.

### Etnie e minoranze straniere
Secondo il censimento del 2010, la composizione etnica della città era formata dal 98,5% di bianchi, lo 0,2% di afroamericani, lo 0,4% di nativi americani, lo 0,1% da asiatici, lo 0,7% di altre etnie, e lo 0,1% di due o più etnie. Ispanici o latinos di qualunque etnia erano lo 0,6% della popolazione.